# Alphonse Matejka
Alphonse Matejka (9 janvier 1902 à Saint-Gall, Suisse - 27 octobre 1999 à La Chaux-de-Fonds, Suisse) était un célèbre occidentaliste d'origine tchèque.

## Biographie
Les Matejka étaient originaires de Wischkovitz (Bohême). Son père est arrivé en Suisse avant 1900, peut-être en raison du manque d'opportunités d'emploi en Tchéquie. Il obtient la nationalité suisse en 1915. Son fils Alphonse est né à Saint-Gall le 9 janvier 1902. Il passe ses dernières années comme élève dans la section marchande de l'école cantonale où il fonde un syndicat étudiant sous le nom d'Industria Sangallensis. .
Grâce à ses capacités linguistiques, il réussit à obtenir un emploi chez Reichenbach & Co. Cette société le transférera plus tard dans sa filiale à Paris. Il y rencontre sa femme, Jeanne Bellanger. Le couple se marie en 1928. Dans les années 1930, il s'installe à Zurich puis à Amsterdam en 1936, revient en Suisse pour finalement s'installer à La Chaux-de-Fonds. Il a trouvé un emploi dans l'industrie horlogère.

## Efforts linguistiques
Alphonse Matejka était capable de parler plusieurs langues romanes et germaniques. Il parlait également le russe, pouvant écrire pour un journal russe et même traduire dans cette langue pour l'Académie des sciences de Russie.
Il s'est engagé dans le mouvement de l'Ido. Cependant, il a commencé à soutenir l'Occidental en 1937.
En 1942, il publie la première édition du manuel OCCIDENTAL die internationale Welthilfssprache. Il a été suivi en 1945 par Wörterbuch Occidental-Deutsch e Deutsch-Occidental. Ce livre était basé sur les travaux de Joseph Gär et Ric Berger. Après que le nom de la langue ait été changé en Interlingue, il a écrit et mis à jour le livre Interlingue die natürliche Welthilfssprache, für Millionen geschaffen, von Millionen verstanden. Vollständiger Lehrgang dans 20 Lektionen.
Il a également été le rédacteur principal de Cosmoglotta pendant plusieurs années.